# Дегтярьов Леонід Сергійович
Леонід Сергійович Дегтярьов (нар. 1894, місто Батумі, тепер Республіка Грузія — розстріляний 14 лютого 1940, місто Москва, Російська Федерація) — радянський діяч, залізничник, військовий політпрацівник, начальник Політуправління Українського військового округу. Член ЦК КП(б)У в листопаді 1927 — червні 1930 р. і у січні 1934 — січні 1937 р.  Член Організаційного бюро ЦК КП(б)У в листопаді 1927 — червні 1928 р.

## Біографія
Народився у родині службовця — багажного касира. Після смерті батька з 1908 року працював репетитором. Закінчив Верхньоудинське реальне училище, навчався на агронома в Олександрійському сільськогосподарському училищі Херсонської губернії. За участь в студентському русі в 1914 році з останнього курсу був направлений рядовим солдатом на фронт.
Закінчив Київське артилерійське училище. Служив прапорщиком у російській імператорській армії на Румунському фронті, учасник Першої світової війни.
Член Партії лівих соціалістів-революціонерів. У грудні 1917 — березні 1918 року — комісар штабу Румунського фронту.
Член РКП(б) з 1918 року.
З 1918 року — в Червоній армії у місті Пермі. У 1918—1919 роках — начальник Політичного відділу 58-ї стрілецької дивізії, начальник Політичного управління 12-ї армії РСЧА.
З 1919 року — член Зафронтового бюро ЦК КП(б) України, начальник Політичного управління Збройних сил України і Криму. У липні 1921 — квітні 1922 року — член Революційної військової ради (РВР) — начальник Політичного управління Харківського військового округу.
Потім — завідувач кафедри політичної роботи Військово-політичного інституту, заступник начальника Управління вищих навчальних закладів РСЧА. У лютому — червні 1927 року — начальник Управління вищих навчальних закладів РСЧА.
У червні 1927 — квітні 1928 року — член Революційної військової ради (РВР) — начальник Політичного управління Українського військового округу.
З 1928 року — заступник редактора газети «Красная Звезда», начальник відділу друку Головного політичного управління РСЧА, начальник Державного військового видавництва, редактор журналу Літературного об'єднання Червоної армії і флоту «Локаф».
З 31 липня 1933 року — начальник політичного відділу Московсько-Балтійсько-Білоруської залізниці;  начальник політичного відділу Катерининської залізниці в місті Дніпропетровську; начальник політичного відділу залізниці імені Кагановича.
До грудня 1937 року — заступник начальника Науково-дослідного інституту залізничного транспорту в місті Москві.
12 грудня 1937 року заарештований органами НКВС. Розстріляний 14 лютого 1940 року, похований на Донському кладовищі Москви. Посмертно реабілітований 13 червня 1956 року.

## Звання
- прапорщик російської армії

## Нагороди
- орден Леніна (4.04.1936)
- орден Червоного Прапора (1920)